# Son Ye-jin
Dans ce nom coréen, le nom de famille, Son, précède le nom personnel.
Son Ye-jin (née Son Eon-jin le 11 janvier 1982) est une actrice sud-coréenne. Elle est devenue célèbre en jouant dans des comédies romantiques et des séries télévisées telles que The Classic (2003), Summer Scent (2003), A Moment to Remember (2004) et April Snow (2005). Elle a gagné de la reconnaissance pour sa polyvalence dans divers genres, notamment dans Alone in Love (2006), My Wife Got Married (2008), The Pirates (2014) et les films de 2016 The Truth Beneath et The Last Princess. Elle est également connue pour ses rôles principaux dans des séries romantiques telles que Personal Taste (2010) où elle donne la réplique à Lee Min-ho, Something in the Rain (2018) et Crash Landing on You (2019-2020) avec Hyun Bin.

## Filmographie

### Films
- 2000 : Secret Tears (비밀) de Park Ki-Hyeong
- 2002 : Ivre de femmes et de peinture (취화선) de Im Kwon-taek : So-woon
- 2003 : Lover's Concerto (연애소설) de Lee Han : Soo-In
- 2003 : The Classic (클래식) de kwak Jae-Yong : Ji-hye/Joo-hee
- 2003 : Crazy First Love (첫사랑 사수 궐기대회) de Oh Jong-rok : Joo Il-mae
- 2004 : A Moment to Remember (내 머리 속의 지우개) de Lee Jae-han : Soo-jin
- 2005 : April Snow (외출) de Heo Jin-ho : Seo-yeong
- 2005 : The Art of Seduction (작업의 정석) de Oh Ki-hwan : Han Ji-wan
- 2007 : Open City (무방비 도시) de Lee Sang-gi : Baek Jang-mi
- 2008 : My Wife Got Married (아내가 결혼했다) de Jeong Yoon-soo : Joo In-ah
- 2009 : White Night (백야행 - 하얀 어둠 속을 걷다) de Park Shin-woo : Yoo Mi-ho
- 2011 : Chiling Romance (오싹한 연애) de Hwang In-ho ...
- (Spellbound)  (오싹한 연애)  : Kang Yeo-ri
- 2012 : The Tower (타워) de Kim Ji-hoon : Seo Yoon-hee
- 2013 : Blood and Ties (공범) de Gook Dong-seok : Jeong Da-eun
- 2014 : The Pirates (해적: 바다로 간 산적) de Lee Seok-hoon : Yeo-wol
- 2015 : Bad Guys Always Die (나쁜놈은 반드시 죽는다)
- 2016 : The Last Princess (덕혜옹주) de Hur Jin-ho : Deokhye
- 2016 : The Truth Beneath
- 2018 : Be with You (지금 만나러 갑니다) de Lee Jang-hoon : Soo-ah
- 2018 : The Negotiation (협상) de Lee Jong-seok : Ha Chae-yoon
- prévu en 2025 : Aucun autre choix (어쩔수가없다) de Park Chan-wook : Yoo Mi-ri

### Séries télévisées
- 2001 : Sun Hee and Jin Hee (선희진희 / 선희 진희 )
- 2001 : Delicious Proposal (맛있는 청혼) : Jang Hee-ae
- 2002 : Great Ambition (대망) : Choi Dong-hee
- 2003 : Summer Scent (여름향기) : Shim Hye-won
- 2006 : Alone In Love (연애시대) : Yoo Eun-ho
- 2008 : Spotlight (스포트라이트) : Seo Woo-jin
- 2010 : Personal Taste (개인의 취향) : Park Gae-in
- 2011 : Secret Garden (시크릿 가든) : caméo
- 2013 : Shark (상어) : Jo Hae-woo
- 2018 : Something in the rain (밥 잘 사주는 예쁜 누나) : Yoon Jin-ah
- 2019 : Crash Landing on You (사랑의 불시착) : Yoon Se-ri
- 2022 : Thirty-nine : Cha Mi-jo

## Doublage
- 2007 : Yobi The Five Tailed Fox (천년여우 여우비) de Lee Seong-gang : Yobi

## Distinctions

### Récompenses
- Blue Dragon Film Awards 2008 :
  - Meilleure actrice pour My Wife Got Married
  - Meilleur couple pour My Wife Got Married (avec Kim Joo-hyeok)
- BaekSang Arts Awards 2009 : Meilleure actrice pour My Wife Got Married
- Blue Dragon Film Awards 2010 : Meilleures actrices les plus populaires

............
Son Ye-Jin a obtenu depuis ses débuts une cinquantaine de prix et récompenses pour les films et téléfilms qu'elle a tournés. C'est l'actrice coréenne et l'une des actrices au monde les plus récompensées.

## Vie privée
La relation entre Son Ye-jin et l'acteur Hyun Bin a été confirmée le 1er janvier 2021 par leurs agences de management,.
Le 31 mars 2022 Son Ye-jin et l'acteur Hyun Bin se marient lors d'une cérémonie privée .
En juillet 2022, Son Ye-Jin confirme par le biais de son compte instagram qu'elle attend son premier enfant avec Hyun Bin.
Le 29 novembre 2022, l’agence de l’acteur confirme la naissance de leur fils.